# Clavecí elèctric
El clavecí elèctric o electrònic (també conegut amb l'anglicisme Electric Harpsichord) és un dels electròfons (instrument musical electrònic) més antics. Va veure la llum en plena era del Barroc (l'any 1759), a París, de la mà del jesuïta,  físic i matemàtic francès Jean-Baptiste de Laborde.
Es tractava d'un teclat de clavecí convencional, que activava batalls carregats amb electricitat estàtica, que s'utilitzaven per fer sonar parelles de campanes. Era, per tant, molt semblant a un carilló elèctric.
Jean-Baptiste Thillais Delaborde (també De Laborde i De La Borde) va néixer el 9 juny 1730 a Nevers i va morir a finals de gener de 1777 a Colancelle. Va ser l'autor del llibre titulat Le clavessin Electrique; avec une Nouvelle théorie du Mechanism Et des Phénomènes de l'électricité, publicat per Guérin & Delatour.